# Újezd u Svatého Kříže
Újezd u Svatého Kříže (deutsch Aujest beim Heiligenkreuz) ist eine Gemeinde mit 236 Einwohnern (Stand: 1. Januar 2023) in Tschechien. Sie liegt drei Kilometer westlich der Stadt Radnice und gehört zum Okres Rokycany. Die Katasterfläche beträgt 435 ha.

## Geographie
Der Ort befindet sich in 430 m ü. M. im Quellgebiet der Velká Radná, eines rechten Zuflusses der Berounka. Durch Újezd u Svatého Kříže führt die Staatsstraße 232 von Břasy nach Kozojedy.
Nachbarorte sind Němčovice im Norden, Dvorce, Bohemia und Svatá Barbora im Südosten, Radnice im Südosten, Břasy im Süden und Vranovice im Südwesten.

## Geschichte
Die erste urkundliche Erwähnung des Dorfes stammt von 1352. Am Dorfplatz wurde 1777 die Kirche errichtet, die das Ortsbild prägt. 1885 entstand eine Zweiklassenschule. Das Schulhaus wurde im Jahre 2006 für Wohnzwecke saniert.

## Sehenswürdigkeiten
- Die Kirche zum Hl. Kreuz wurde 1777–1779 erbaut. 1902 wurde die Ausmalung durch K. V. Maška ergänzt.
- Nischenkapelle